# Quai Turenne
Le quai Turenne est une voie piétonne de Nantes, en France. 

## Situation et accès
Il s'agit de l'ancien quai de Loire qui bordait l'île Feydeau au sud situé dans le  centre-ville de Nantes.

## Origine du nom
Il rend honneur de Henri de La Tour d'Auvergne, vicomte de Turenne, Maréchal de France, tué à la bataille de Salzbach le 27 juillet 1675.

## Historique
Il porta successivement les noms de : « quai Bon-Secours », « quai de Saxe », « quai Lowendal », « quai Valleton », « quai Villestreux », avant d'être baptisé « quai Turenne ».
Après les travaux de comblement, dans les années 1920-1930, du « bras de l'Hôpital » qui la bordait, la voie est dénommée « allée » comme les autres quais nantais qui ont subi les mêmes transformations pour être dédiés à la circulation automobile. Après l'aménagement de zones gazonnées évoquant la Loire, l'allée redevient « quai Turenne ».
Jusqu'aux années 1990, le quai Turenne est encore une voie de circulation automobile. Afin de mettre en valeur les façades de ces immeubles classés, la municipalité décide de reconstituer des quais pavés, essentiellement dédiés aux piétons et deux-roues, bordés de « douves vertes » d'une trentaine de mètres de large, constituées d'une simple pelouse, plantées de quelques arbres et arbustes. Cet espace vert est traversé de chaussées piétonnes surélevées, aménagées dans le prolongement des rues Du Guesclin et Bon-Secours permettant de rejoindre les trottoirs du nouveau Boulevard Jean-Philippot qui borde ces « douves vertes », au sud, et sur lequel le trafic automobile est transféré.

## Bâtiments remarquables et lieux de mémoire
| Monument                          | Adresse                                                                 | Coordonnées                        | Notice         | Protection | Date      | Illustration                      |
| --------------------------------- | ----------------------------------------------------------------------- | ---------------------------------- | -------------- | ---------- | --------- | --------------------------------- |
| Hôtel de La Villestreux           | Place de la Petite-Hollande Rue Kervégan (façade) Quai Turenne (façade) | 47° 12′ 43″ nord, 1° 33′ 25″ ouest | « PA00108672 » | Inscrit    | 1932 1986 | Hôtel de La Villestreux           |
| Immeuble                          | 8 quai Turenne                                                          | 47° 12′ 46″ nord, 1° 33′ 17″ ouest | « PA00108742 » | Inscrit    | 1984      | Immeuble                          |
| Immeuble                          | 9 quai Turenne                                                          | 47° 12′ 45″ nord, 1° 33′ 18″ ouest | « PA00108743 » | Classé     | 1984      | Immeuble                          |
| Immeuble                          | 10 quai Turenne                                                         | 47° 12′ 45″ nord, 1° 33′ 19″ ouest | « PA00108745 » | Classé     | 1986      | Immeuble                          |
| Immeuble                          | 12 quai Turenne                                                         | 47° 12′ 44″ nord, 1° 33′ 22″ ouest | « PA00108746 » | Classé     | 1988      | Immeuble                          |
| Immeuble Perraudeau               | 13 quai Turenne                                                         | 47° 12′ 43″ nord, 1° 33′ 23″ ouest | « PA00108744 » | Classé     | 1984      | Immeuble Perraudeau               |
| Chapelle Notre-Dame-de-Bonsecours | 18 quai Turenne                                                         | 47° 12′ 48″ nord, 1° 33′ 13″ ouest | « PA00108655 » | Classé     | 1984      | Chapelle Notre-Dame-de-Bonsecours |